# Gladiolus vinosomaculatus
Gladiolus vinosomaculatus är en irisväxtart som beskrevs av Pauline Kies. Gladiolus vinosomaculatus ingår i släktet sabelliljor, och familjen irisväxter. Inga underarter finns listade i Catalogue of Life.